# Petrus Canisius van Lierde
Petrus Canisius Jean van Lierde, O.S.A. (Hasselt, 22 april 1907 - Roeselare, 12 maart 1995) was een Nederlands geestelijke en bisschop van de Rooms-Katholieke Kerk die gedurende decennia in dienst was van de Romeinse Curie.
Van Lierde werd in België geboren als zoon van Nederlanders. Hij trad toe tot de Orde der Augustijnen en werd op 30 maart 1931 priester gewijd. Hij behaalde doctoraten in de theologie en de filosofie en was rector van het Augustijns College Sint-Monica in Rome.
Paus Pius XII benoemde hem op 13 januari 1951 tot titulair bisschop van Porphyreon. Hij ontving zijn bisschopswijding op 25 februari van dat jaar uit handen van kardinaal Giuseppe Pizzardo, waarbij kardinaal Luigi Traglia en Felice Agostino Addeo O.S.A. optraden als medewijdende bisschoppen. Als bisschoppelijke wapenspreuk koos hij Custodiens Veritatem (uit Jesaja, 26,2: de waarheid bewaken). De paus benoemde Van Lierde nu tot vicaris-generaal voor de staat Vaticaanstad en tot sacrista van het Apostolisch Paleis, een functie die traditioneel was voorbehouden aan een pater augustijn. Deze laatste functie zou bij de curiehervorming van de heilige paus Paulus VI sneuvelen, maar Van Lierde zou tot 1991 in dienst blijven als vicaris-generaal en mocht zich gedurende die tijd sacrista blijven noemen. Van Lierde diende aldus vijf pausen. Van Lierde was een bewonderaar van paus Johannes XXIII, aan wie hij, in de nacht van diens dood, de laatste heilige sacramenten toediende zoals hijzelf getuigde in het boek Johannes XXIII. 
Mgr. Van Lierde nam deel aan het Tweede Vaticaans Concilie. Hij bezag de ontwikkelingen binnen de Katholieke Kerk in Nederland met grote zorgen. Aan de vooravond van het pastoraal bezoek van paus Johannes Paulus II aan Nederland, preekte hij tijdens de feestelijke Hoogmis bij de viering van het vijftigjarig bestaan van de Zusters Augustinessen van Sint-Monica. Hij hield zijn gehoor in de Utrechtse Irenehal voor: onze paus houdt van Nederland en onze paus houdt van de Kerk in Nederland. 
Van Lierde overleed in Roeselare. Zijn lichaam werd bijgezet in de crypte van de paters augustijnen in Eindhoven.
- Biblioteca Nacional de España: XX956673
- Bibliothèque nationale de France: cb12040334d (data)
- Gemeinsame Normdatei: 141158093
- International Standard Name Identifier: 0000 0001 1563 4565
- Library of Congress Control Number: n84081114
- Nationale Bibliotheek van Israël: 987007277936605171
- Nederlandse Thesaurus van Auteursnamen: 07359475X
- Istituto Centrale per il Catalogo Unico: SBLV145379
- Système universitaire de documentation: 028600231
- Virtual International Authority File: 27556088
- WorldCat: E39PBJvt9m4BtmWHRmMD9QDKBP